# 106817 Yubangtaek
106817 Yubangtaek è un asteroide della fascia principale. Scoperto nel 2000, presenta un'orbita caratterizzata da un semiasse maggiore pari a 3,1099866 UA e da un'eccentricità di 0,1295277, inclinata di 0,98966° rispetto all'eclittica.
L'asteroide è dedicato all'astronomo coreano Bangtaek Yu (1320-1402).